# Apocephalus fenestratus
Apocephalus fenestratus är en tvåvingeart som beskrevs av Brown 2000. Apocephalus fenestratus ingår i släktet Apocephalus och familjen puckelflugor. Inga underarter finns listade i Catalogue of Life.